# Nobuko, principessa Tomohito di Mikasa
Nobuko, principessa Tomohito di Mikasa  (寛仁親王妃信子?, Tomohito Shinnōhi Nobuko), nata Nobuko Aso (麻生信子?, Asō Nobuko) (Iizuka, 9 aprile 1955) è membro della Casa Imperiale Giapponese in quanto vedova del principe Tomohito di Mikasa. La Principessa svolge un ruolo attivo nella rappresentanza della Famiglia Imperiale: effettua viaggi - ufficiali e non - e possiede numerosi patrocini e ruoli onorari. Membro del ramo "Mikasa-no-miya" (三笠宮?) della Famiglia, la Principessa Nobuko è autrice anche di libri volti a trasmettere l'arte culinaria giapponese.

## Biografia

### Origini, primi anni di vita e formazione
Nobuko Aso è nata a Iizuka il 9 aprile 1955 in una famiglia cattolica. Lei è la terza figlia di Takakichi Aso (麻生太賀吉 Aso Takakichi, 1911 - 1980), presidente della società Aso (meglio conosciuta in origine per le sue attività nello sfruttamento delle miniere di carbone e per l'attività metallurgica, oggi invece specializzata nella produzione di cemento e strumenti medici e per l'ambiente), membro della Camera dei rappresentanti dal 1949 al 1955 e stretto collaboratore del primo ministro Kakuei Tanaka. Sua madre, Kazuko Yoshida (吉田和子 Yoshida Kazuko) era la figlia del primo ministro Shigeru Yoshida. Suo fratello maggiore è l'ex primo ministro e attuale vice premier Tarō Asō.
Attraverso la sua nonna paterna, discende da un ramo più giovane del clan feudale Ichinomiya. È pronipote del diplomatico Makino Nobuaki (牧野伸顕 Makino Nobuaki, 1861 - 1949) e bisnipote del samurai Ōkubo Toshimichi, famoso per essere stato la causa della ribellione di Satsuma nel 1877.
Ha studiato in Inghilterra e si è laureata al Rosslyn House College nel 1973. Dopo il ritorno in Giappone ha insegnato inglese nella scuola dell'infanzia Shoto di Tokyo, fondata da lei stessa nel distretto di Shibuya.

### Matrimonio e figli
È stato nel Regno Unito che ha incontrato il suo futuro marito, il principe Tomohito di Mikasa, a sua volta allievo dell'Università di Oxford. Lei respinse la sua prima proposta di matrimonio nel 1973 a causa della sua giovane età. Il 18 aprile 1980, il Consiglio della Casa Imperiale ha annunciato il fidanzamento del principe Tomohito di Mikasa e Nobuko Aso; la cerimonia ufficiale si è tenuta il 21 maggio successivo. Il 7 novembre 1980 si sono sposati e lei è diventata la principessa Tomohito di Mikasa. Come vuole la tradizione, al suo ingresso nella famiglia imperiale, ha ricevuto un emblema personale: una rappresentazione stilizzata di un fiore di pesco. Non è la prima cristiana cattolica ad essere entrata nella casa imperiale, infatti, l'imperatrice Michiko è nata in una famiglia cattolica ed è cresciuta nelle istituzioni religiose cristiane, anche se non è mai stata battezzata.
La famiglia del principe Tomohito non ha avuto un proprio titolo indipendente. Egli, al momento del matrimonio, ha fatto questa scelta perché si aspettava di prendere in consegna la casa di Mikasa alla morte padre. La coppia ha avuto due figlie:
- Principessa Akiko (彬子女王 Akiko Joō) nata il 20 dicembre 1981;
- Principessa Yōko (瑶子女王 Yōko Joō) nata il 25 ottobre 1983.

La residenza del principe e della moglie si trovava all'interno dei terreni della Tenuta Akasaka a Motoakasaka, Minato, Tokyo. Viveva separata dal marito e dalle figlie dall'ottobre del 2009.

#### Vedovanza
La principessa è rimasta vedova il 6 giugno 2012. Nel giugno dell'anno successivo, l'Agenzia della Casa Imperiale ha comunicato che avrebbe ridotto il numero dei rami della famiglia imperiale dopo la scomparsa del principe Tomohito avvenuta un anno prima. La famiglia guidata del defunto principe è stata integrata in quella guidata dal principe Mikasa. Il provvedimento è stato applicato retroattivamente al 6 giugno dell'anno precedente, giorno della morte del principe. Come risultato, il numero dei rami della famiglia imperiale è sceso a cinque, esclusi quelli guidati dall'imperatore Akihito e dal principe ereditario Naruhito. I funzionari dell'agenzia hanno affermato che l'integrazione delle famiglie non cambierà le modalità di vita dei tre ex membri del nucleo familiare del defunto principe o la quantità di spese di soggiorno che ricevono dalle casse dello Stato.

### Salute
La principessa Tomohito ha sofferto di un attacco ischemico transitorio nel maggio del 2004 che la ha costretta a ritirarsi per un certo tempo nella villa di Sōma, nella cittadina di Karuizawa, per cure mediche e di riposo. Nel 2008, ha anche sofferto di asma bronchiale ed è stata ricoverata in ospedale. È andata nella sua città natale per le cure, poi è tornata nella capitale.
La principessa era assente anche al funerale del marito a causa delle cattive condizioni di salute.

### Doveri d'ufficio
La principessa ha accompagnato il marito in varie missioni all'estero per assistere a eventi sociali e di beneficenza, in particolare riguardanti i problemi di salute. È impegnata in diverse organizzazioni di assistenza sociale e detiene incarichi di presidenza e vicepresidenza.
Nel dicembre del 1992, il principe e la principessa hanno visitato gli Stati Uniti per sostenere un reparto di oncologia di nuova costituzione al New York Medical College. Nel maggio del 1994, hanno visitato le Hawaii, dove hanno partecipato ad una cena di beneficenza per la ricostruzione dell'ospedale di Kuakini. Nel febbraio del 1994, hanno visitato la Norvegia in occasione dei Giochi olimpici invernali di Lillehammer. Nel luglio del 1994, Nobuko ha visitato l'Australia per offrire il suo sostegno al Royal Research Institute di Sydney per le persone con disabilità visive e uditive. Nell'aprile del 1998, Tomohito e Nobuko si sono recati in Turchia per partecipare alla cerimonia di apertura del centro culturale della Fondazione Giappone-Turchia. Quella è stata la loro seconda visita nel paese, la prima l'avevano fatta nel 1990 per assistere alle celebrazioni dei cento anni di relazioni tra Giappone e Turchia. Nel luglio del 2003, la principessa ha visitato Glasgow per partecipare al World Rose Convention in qualità di presidente onorario della Japan Rose Society.
Il 1º novembre 2013, la principessa Tomohito di Mikasa si è recata nella prefettura di Fukushima per incoraggiare le persone colpite dal terremoto dell'11 marzo 2011. È stata la sua prima apparizione in pubblico in sette anni; era infatti assente dai doveri d'ufficio dal gennaio del 2006 a causa di un ictus che l'aveva colpita e di problemi d'asma. Durante la sua malattia, si è recata a Fukushima diverse volte per curarsi. Da allora, è tornata alla vita pubblica. Nell'ottobre del 2014, la principessa ha assistito al primo banchetto al Palazzo Imperiale di Tokyo dal 2003 per accogliere il re Guglielmo Alessandro dei Paesi Bassi e la regina Máxima. Nel gennaio del 2015, ha partecipato alle celebrazioni del nuovo anno, al saluto di Capodanno e alle lezioni di poesia e lettura per la prima volta rispettivamente dal 2006, 1996 e 1999. Nel maggio del 2015, ha partecipato per la prima volta dal 2001, al convegno annuale della Società della croce rossa giapponese, essendone vicepresidente onoraria.

### Altri interessi
La principessa Tomohito è una cuoca eccellente e ha pubblicato due libri di ricette:
- Home cooking of the four seasons – 80 species of side dishes (四季の家庭料理―お惣菜80種 Shiki no katei ryōri ― ozōsai 80-shu?), Kōbunsha Publishing Co., Ltd., 1992 (ISBN 4334780075)
- The home cooking is always ahead of memories (思い出の先にはいつも家庭料理 Omoide no sakini wa itsumo katei ryōri?) Magazine House, 2013 (ISBN 4838726201)

La principessa ha scritto il secondo libro durante la sua permanenza a Fukushima. Ha cercato ricette locali e ha pubblicato l'opera nel mese di ottobre per raccogliere fondi in favore della città.

## Cariche onorifiche
- Patrona onoraria della Japan Rose Society
- Vicepresidente onoraria della Società della croce rossa giapponese